# Palmadusta androyensis
Palmadusta androyensis is een slakkensoort uit de familie van de Cypraeidae. De wetenschappelijke naam van de soort is voor het eerst geldig gepubliceerd in 1999 door Blöcher & Lorenz.